# Trioncinia
 Trioncinia    (F.Muell.) Veldkamp, 1991 è un genere di piante angiosperme dicotiledoni della famiglia delle Asteraceae, sottofamiglia Asteroideae, tribù Coreopsideae e sottotribù Chrysanthellinae.

## Etimologia
Il nome scientifico del genere è stato definito dai botanici Ferdinand Jacob Heinrich von Mueller (1825-1896) e Jan Frederik Veldkamp (1941-2017) nella pubblicazione " Blumea; Tijdschrift voor de Systematiek en de Geografie der Planten (A Journal of Plant Taxonomy and Plant Geography). Leiden" ( Blumea 35(2): 481) del 1991.

## Descrizione
Portamento. Le piante di questo genere hanno un habitus erbaceo con ciclo biologico perenne. Raramente sono sub-arbusti.
Fusto. La parte aerea in è eretta, semplice o ramosa. 
Foglie. Le foglie lungo il caule hanno una disposizione alternata. Principalmente sono basali. La lamina è intera o sezionata (1-2- pennatifida).
Infiorescenza. Le sinflorescenze sono formate da capolini terminali i raggruppamenti di tipo panicolato. Le infiorescenze vere e proprie sono composte da un capolino terminale peduncolato di tipo radiato. I capolini sono formati da un involucro, con forme più o meno campanulate, composto da diverse brattee al cui interno un ricettacolo fa da base ai fiori di due tipi: fiori del raggio e fiori del disco. Le brattee hanno dimensioni scalate e sono disposte su 2-3 serie. Il ricettacolo, piatto, è provvisto di pagliette di protezione della base di fiori.
Fiori.  I fiori sono tetra-ciclici (formati cioè da 4 verticilli: calice – corolla – androceo – gineceo) e pentameri (calice e corolla formati da 5 elementi). Si distinguono in:
- fiori del raggio (esterni): sono femminili e sono disposti su una o più serie; la forma è ligulata (zigomorfa);
- fiori del disco (centrali): hanno forme brevemente tubulose (attinomorfe); sono ermafroditi].

- Formula fiorale:

*/x K {\displaystyle \infty }, [C (5), A (5)], G 2 (infero), achenio 
- Calice: i sepali del calice sono ridotti ad una coroncina di squame.

- Corolla:

- fiori del raggio: le corolle hanno delle ligule bilobate o trilobate;
- fiori del disco: la forma è tubulare bruscamente divaricata in 4 lobi (corolle tetramere); i lobi, patenti o eretti, hanno una forma deltata o più o meno lanceolata.

- Androceo: l'androceo è formato da 5 stami sorretti da filamenti generalmente liberi; gli stami sono connati e formano un manicotto circondante lo stilo.[10] Le appendici delle antere hanno delle forme ovate con canali resinosi. Il tessuto endoteciale (rivestimento interno dell'antera) è quasi sempre polarizzato (con due superfici distinte: una verso l'esterno e una verso l'interno). Il polline è sferico con un diametro medio di circa 25 micron;  è tricolporato (con tre aperture sia di tipo a fessura che tipo isodiametrica o poro) ed è echinato (con punte sporgenti).

- Gineceo: l'ovario è infero uniloculare formato da 2 carpelli.[10] I bracci dello stilo (gli stigmi) sono cilindrici e assottigliati all'apice, la loro lunghezza coincide con la lunghezza delle aree stigmatiche.

Frutti. I frutti sono degli acheni con pappo. Gli acheni sono ob-compressi e colorati di nero o bruno. Il pappo è formato da 3 – 4 barbe fortemente riflesse.

## Biologia
Impollinazione: l'impollinazione avviene tramite insetti (impollinazione entomogama tramite farfalle diurne e notturne).

Riproduzione: la fecondazione avviene fondamentalmente tramite l'impollinazione dei fiori (vedi sopra).

Dispersione: i semi (gli acheni) cadendo a terra sono successivamente dispersi soprattutto da insetti tipo formiche (disseminazione mirmecoria). In questo tipo di piante avviene anche un altro tipo di dispersione: zoocoria. Infatti gli uncini delle brattee dell'involucro (se presenti) si agganciano ai peli degli animali di passaggio disperdendo così anche su lunghe distanze i semi della pianta. Inoltre per merito del pappo (se presente) il vento può trasportare i semi anche a distanza di alcuni chilometri (disseminazione anemocora).

## Distribuzione e habitat
Le specie di questo genere sono distribuite in Australia nord-occidentale.

## Sistematica
La famiglia di appartenenza di questa voce (Asteraceae o Compositae, nomen conservandum) probabilmente originaria del Sud America, è la più numerosa del mondo vegetale, comprende oltre 23.000 specie distribuite su 1.535 generi, oppure 22.750 specie e 1.530 generi secondo altre fonti (una delle checklist più aggiornata elenca fino a 1.679 generi). La famiglia attualmente (2021) è divisa in 16 sottofamiglie; la sottofamiglia Asteroideae è una di queste e rappresenta l'evoluzione più recente di tutta la famiglia.

### Filogenesi
Il gruppo di questa voce è descritto nella sottotribù Chrysanthellinae caratterizzata da un portamento cespuglioso, da un ricettacolo privo di pagliette e da una distribuzione soprattutto australe.
I caratteri distintivi del genere sono:
- le antere sono prive di canali resinosi;
- il pappo dell'achenio è formato da 3 - 4 barbe.

### Elenco delle specie
Questo genere ha 2 specie:
- Trioncinia patens A.E.Holland & D.W.Butler
- Trioncinia retroflexa  (F.Muell.) Veldkamp